# Americovibone
Genre
Americovibone est un genre d'opilions eupnois de la famille des Neopilionidae.

## Distribution
Les espèces de ce genre se rencontrent au Chili et en Nouvelle-Zélande.

## Liste des espèces
Selon World Catalogue of Opiliones (26/04/2021) :
- Americovibone lanfrancoae Hunt & Cokendolpher, 1991
- Americovibone remota Taylor, 2016

## Publication originale
- Hunt & Cokendolpher, 1991 : « Ballarrinae, a new subfamily of harvestmen from the Southern Hemisphere (Arachnida, Opiliones, Neopilionidae). » Records of the Australian Museum, vol. 43, no 2, p. 131–169 (texte intégral).